# Андерш Фриск
Андерш Фриск (на шведски: Anders Frisk) е шведски футболен съдия.
Роден е на 18 февруари 1963 година. Висок е 184 см.
Фриск е съдия от 1 януари 1991 г. Първата международна среща, която ръководи, е мачът между Исландия и Турция, състоял се на 17 юли 1991 г. През 2005 г. преустановява кариерата си на футболен съдия.